# Rouvroy-en-Santerre

Rouvroy-en-Santerre este o comună în departamentul Somme, Franța. În 1 ianuarie 2022 avea o populație de 209 de locuitori.